# Diferença de idade nas relações sexuais
A diferença de idade nas relações sexuais é uma característica comum nas relações de casal, tanto sentimentais quanto sexuais. A aceitação social sobre a diferença de idade e o conceito sobre o que é considerado uma diferença de idade significativa tem variado com o tempo e varia segundo as culturas e os diversos sistemas jurídicos e éticos. Muitas vezes depende de atitudes diferentes para a percepção das diferenças sociais e econômicas entre os grupos de idade e às vezes do facto da relação ser parte ou não de uma união espiritual ou jurídica.
A maioria das mulheres se interessam por homens da mesma idade ou mais velhos do que elas. Ao contrário, a maioria dos homens se interessam por mulheres entre 20 e 30 anos de idade. Isso significa que homens na adolescência se interessam por mulheres mais velhas do que eles.

## Tipos de disparidade
Há diversos tipos de relações ou de tendências sexuais que podem implicar uma diferença significativa de idade. Eles podem ser classificados com diversos nomes, segundo a idade do objeto sexual de desejo:
- Gerontofilia: Atração sexual para pessoas idosas ou com idade madura.
- Efebofilia: Atração sexual para adolescentes no final da puberdade.
- Hebefilia: Atração sexual para adolescentes nos primeiros anos da puberdade.
- Pedofilia:[5][6] Atração sexual para crianças prepubescentes ou no início da puberdade.
- Infantofilia: Atração sexual para crianças pequenas.